# Univers Zéro
Univers Zéro ist eine belgische Rock-In-Opposition-Band, die sich durch ihren düsteren Stil und Einflüsse der Kammermusik des 20. Jahrhunderts auszeichnet.

## Bandgeschichte
Sie wurde 1974 von Schlagzeuger Daniel Denis gegründet und war Gründungsmitglied der europäischen Musikerbewegung Rock In Opposition, deren Anliegen es war, ein Netzwerk zur Verbreitung anspruchsvoller Musik als Gegenpol zur damals dominierenden Disco- und Punk-Musik aufzubauen. Zu den Mitgründern gehörte Roger Trigaux, der die Band nach dem zweiten Album Heresie verließ und daraufhin seine Band Present gründete.
Univers Zéro lösten sich 1987 auf, jedoch kam es 1999 zu einem Wiederzusammenschluss. In der Zwischenzeit hatte Schlagzeuger Daniel Denis zwei Soloalben veröffentlicht und sich Art Zoyd angeschlossen, einer ähnlich düsteren Band aus Frankreich. Seit 1999 kam es zu drei weiteren Studioveröffentlichungen, die von den Anhängern als weniger bedrohlich umschrieben werden und, obwohl man den kürzeren Stücklängen zunächst mit Skepsis entgegensah, trotzdem sehr wohlwollend aufgenommen wurden.
Am 20. September 2009 standen Present und Univers Zéro zum ersten Male gemeinsam auf der Bühne im Rahmen des Rock-In-Opposition-Festivals im Maison de la Musique de Cap Découverte von Le Garric in Frankreich, das von Roger Trigaux mitorganisiert wurde. Zwei Jahre später, am gleichen Ort, vereinten sich die drei belgischen Gruppen Univers Zéro, Present und Aranis zu der 17-köpfigen Formation Once Upon a Time in Belgium.

## Stil
Neben Einflüssen von Béla Bartók und Igor Strawinski nennt die Gruppe auch weniger bekannte Komponisten wie den Belgier Albert Huybrechts als Inspiration.
Die Veröffentlichungen in den 1980er Jahren waren durch Instrumente wie Oboe, Spinett, Harmonium und Mellotron gekennzeichnet, die den Wiedererkennungswert der Band prägten. Später standen Synthesizer und E-Gitarren im Vordergrund. Der stilbestimmenden Vielschichtigkeit blieb man dabei allerdings treu.

## Diskografie
- 1313 (1977)
- Heresie (1979)
- Ceux du Dehors (1981)
- Triomphe des Mouches (Single, 1981)
- Crawling Wind (EP, 1983)
- Uzed (1984)
- Heatwave (1986)
- The Hard Quest (1999)
- Rhythmix (2002)
- Implosion (2004)
- Live (2006)
- Relaps – Archives 1984–1986 (2009)
- Clivages (2010)
- Phosphorescent Dreams (2014)[1]
- Lueur (2023)